# Ipogeo di Santa Maria in Stelle
L'ipogeo di Santa Maria in Stelle, comunemente conosciuto come pantheon di Santa Maria in Stelle, è un sito archeologico posto nell'omonima frazione del comune di Verona, all'inizio della Valpantena. Si tratta di una struttura sotterranea di difficile interpretazione, realizzata nel III secolo probabilmente con la funzione di monumento funerario, anche se potrebbe essere stato utilizzato anche come acquedotto o ninfeo per captare le acque di una fonte sotterranea. A partire dal IV secolo lo spazio venne adibito a cappella per il culto cristiano, destinazione d'uso che mantenne fino al XII secolo. La struttura è stata riscoperta nel Settecento, come documentano i rilievi di Gaetano Cristofali.

## Storia
Il committente della struttura, ovvero il nobile romano Publio Pomponio Corneliano, vissuto nel III secolo e noto per aver ricoperto cariche pubbliche nel territorio veronese e vicentino, è verosimilmente il personaggio raffigurato in una statua posta in una nicchia dell'ipogeo. Il suo nome compare in un'iscrizione situata sull'architrave della porta d'accesso, dove si informa che egli fece edificare l'ipogeo insieme alla moglie e ai figli. Il fatto che sia citata l'intera famiglia fa pensare che la destinazione originale fosse a cenotafio della gens Pomponia. La presenza di una sorgente che sgorga in questo spazio, tuttavia, rende credibile anche la funzione di acquedotto o di ninfeo, ovvero di un insieme di vani dedicati al culto delle ninfe, cui Corneliano era devoto.
Nella seconda metà del IV secolo l'ambiente cambiò funzione e venne trasformato in un edificio cristiano, inizialmente ancora come monumento funerario, ma dagli inizi del V secolo come cappella aperta al culto; nel XV secolo infine, durante i lavori di ampliamento della chiesa sorta sopra l'ipogeo, venne chiuso l'antico ingresso che metteva in comunicazione diretta il tempio sotterraneo con l'esterno e venne realizzata la scalinata d'accesso ancora presente.
L'ipogeo, a causa del microclima caratterizzato da un elevato tasso di umidità, si trovava da anni in condizioni critiche quando si decise di procedere con un intervento di restauro delle superfici affrescate, condotto tra il 2016 e il 2019. Nel 2020, a conclusione del lungo intervento di restauro, si procedette alla progettazione e realizzazione del nuovo impianto di illuminazione, ideato in modo tale che i visitatori vengano accompagnati in un percorso esperienziale attraverso la luce che, azionata dalla guida attraverso un'app, illumina uno scenario alla volta.

## Descrizione
Le acque della sorgente sotterranea vengono convogliate e raccolte in una vasca limaria semicircolare scavata nella roccia, dove si depositano le impurità sospese nell'acqua; da qui parte il tracciato artificiale che scorre in un basso e stretto corridoio con copertura a volta a botte, lungo 100 metri e intervallato da quattro pozzi. A circa un quarto di questo cunicolo, in prossimità dell'ingresso agli spazi sotterranei cui si accede tramite quindici scalini, si trovano gli ambienti più interessanti: tramite un piccolo atrio a forma di croce che si apre lungo il corridoio si può accedere, sui due lati contrapposti, a due ampie stanze absidate caratterizzate da coperture a semicupola, al cui centro si trovano delle aperture rotonde.
In contemporanea al cambiamento della destinazione d'uso subita da questi spazi, tra il IV e il V secolo, si realizzarono le pavimentazioni a mosaico e gli affreschi che adornano le stanze. Il mosaico dell'aula di destra si è mal conservato mentre quello nell'aula di sinistra è sostanzialmente integro, risultando perfettamente leggibili sia i motivi rosso scuri con contorno nero e la cornice ad elementi vegetali sulle tessere bianche di sfondo, che le specchiature rettangolari e semicircolari contraddistinte da decorazioni particolarmente articolate.
Le pitture murali sono però la parte più preziosa della struttura, essendo uno dei cicli più interessanti dell'arte paleocristiana in Italia settentrionale. Quasi completamente conservate sono le pitture dell'aula sinistra, la cui iconografia, con rappresentazioni dell'Antico e Nuovo Testamento riprodotte tra due fasce orizzontali rosse e separate da finte lesene, ha fatto ipotizzare che si trattasse di uno spazio di catechesi e preparazione al battesimo. Particolarmente originale l'affresco della semicupola, dove sono raffigurati delle serie concentriche di cilindri di diverse cromie, forse a richiamare i rotoli della Legge delle Sacre Scritture oppure a voler fingere che la struttura muraria sia stata realizzata con la tecnica dei tubi fittili in terracotta. Altre pitture murali del medesimo periodo, ma con elementi naturalistici, si trovano anche nella volta dell'atrio.
Nell'aula destra è sopravvissuta una rappresentazione della Manus Dei molto tarda, databile tra il VIII e il IX secolo, mentre del secolo successivo è una rappresentazione della Vergine con il Bambino tra due angeli nella volta stellata che si trova nello spazio di sinistra e che diede il nome alla cappella. Nell'ambiente di destra si trova anche un'ara romana del I secolo dedicata ad una figlia adottiva della gens Pomponia.